# Façana habitatge al carrer de l'Església, 14 (Castelldans)
La façana al carrer de l'Església, 14 de Castelldans (Garrigues) és una obra inclosa en l'Inventari del Patrimoni Arquitectònic de Catalunya.

## Descripció
Es tracta de la façana d'un edifici aparentment senyorial, l'única resta conservada de l'edifici, juntament amb una part de l'habitatge a la dreta, avui utilitzat com a magatzem de l'habitatge annex. Tot i l'estat de conservació en què es troba, es pot pensar que tenia planta baixa i dos pisos, deduït per la continuïtat de la façana i les mènsules que es conserven a la part central.
Formalment aquesta façana de carreus de pedra ben elaborats és de gran senzillesa i austeritat constructiva, només alterada per les motllures indicadores dels forjats i les que ornamenten els forats de les finestres. La porta principal era una gran arcada de perfectes dovelles que reposen sobre el mur de la façana. A la dovella central hi ha un escut malmès on hi ha dibuixada una creu amb les inicials IES.

## Història
Aquesta portada va ser modificada dràsticament fa trenta o quaranta anys, quan es tallaren les pedres de l'arc per aixecar la seva obertura, reduïda per l'aixecament del paviment del carrer, fet que també ha ocasionat la pèrdua d'una finestra sota l'existent a la part esquerra de la portada.